# سیارک ۷۳۱۱
سیارک ۷۳۱۱ (به انگلیسی: 7311 Hildehan، نامگذاری:1995TU) هفت هزار و سیصد و یازدهمین سیارک کشف شده‌است که در ۱۴ اکتبر ۱۹۹۵ کشف شد.